# Myrsine kimberleyensis
Myrsine kimberleyensis är en viveväxtart som beskrevs av Jackes. Myrsine kimberleyensis ingår i släktet Myrsine och familjen viveväxter. Inga underarter finns listade i Catalogue of Life.